# 格拉斯貝格山
47°38′50″N 15°53′46″E / 47.64722°N 15.89611°E

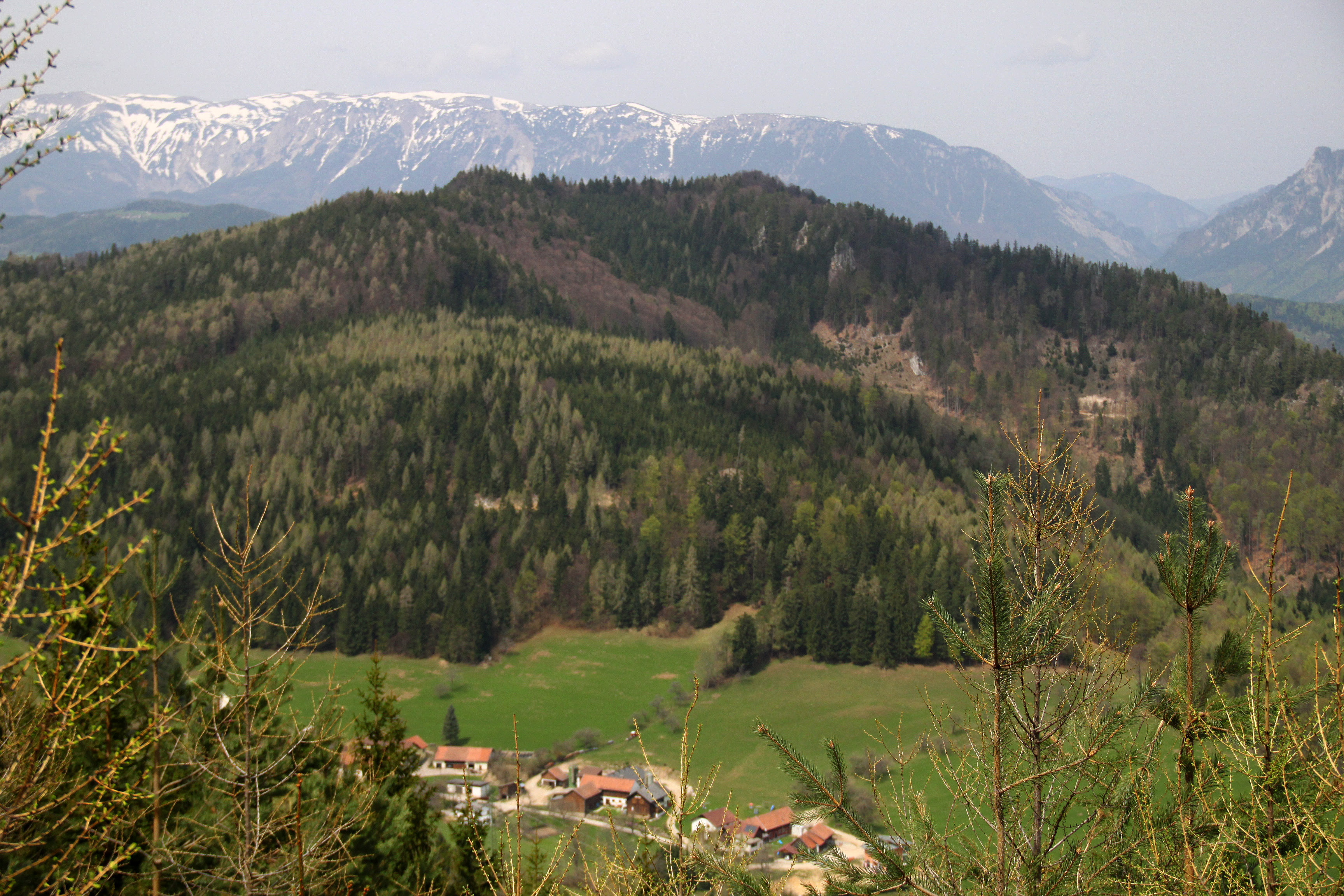

格拉斯貝格山（德語：Grasberg），是奧地利的山峰，位於該國東北部，由下奧地利州負責管轄，屬於穆爾以東前阿爾卑斯山脈的一部分，海拔高度1,078米。